# Siemiony
Siemiony [ɕeˈmjɔnɨ] est un village polonais de la gmina de Grodzisk dans le powiat de Siemiatycze et dans la voïvodie de Podlachie. Il se situe à environ 5 kilomètres au nord-est de Grodzisk, à 22 kilomètres au nord de Siemiatycze et à 62 kilomètres au sud-ouest de Bialystok. 